# Rosslyn Wemyss, 1:e baron Wester Wemyss

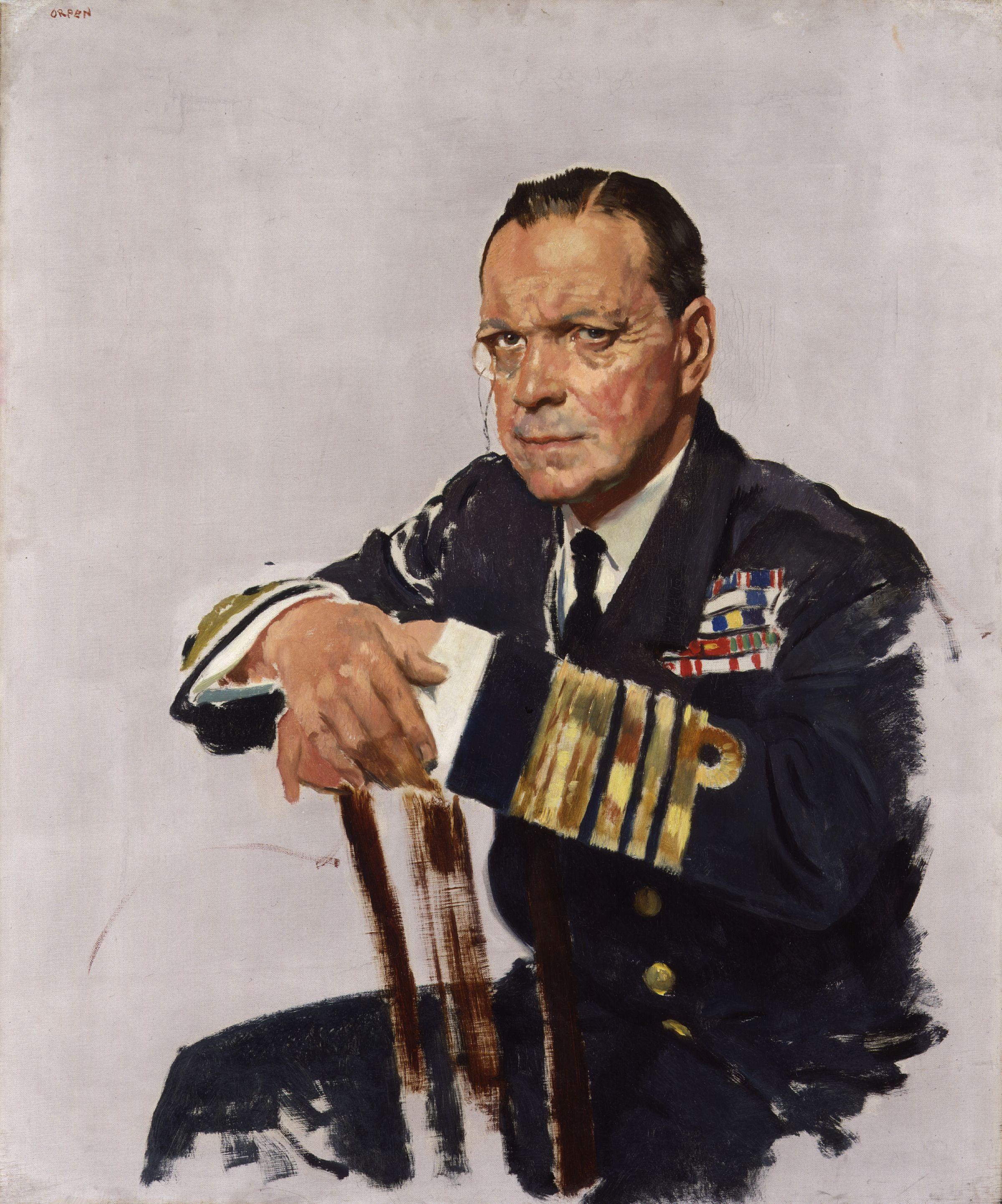
Rosslyn Wemyss, 1:e baron Wester Wemyss, porträtterad av sir William Orpen.

Rosslyn Erskine Wemyss, 1:e baron Wester Wemyss, född den 12 april 1864 i London, död den 24 maj 1933 i Cannes, var en brittisk sjömilitär. Han var postum son till James Hay Erskine Wemyss, en ättling till David Wemyss, 4:e earl av Wemyss.
Wemyss ingick vid flottan 1877, blev löjtnant 1887, befordrades till konteramiral 1912, viceamiral 1916, amiral 1919 och admiral of the fleet 1920. Under första världskriget förde han befälet över en eskader vid Dardanellerna 1915 och blev 1916 högste befälhavare i Indien och Egypten. I augusti 1917 utnämndes han till andre och i december samma år, efter amiral Jellicoe, till förste sjölord, från vilken befattning han avgick 1918. Senare samma år blev han engelskt ombud vid underhandlingarna om vapenvila och upphöjdes 1919 till peer. Wemyss skildrade sina minnen från Dardanellerna i The navy in the Dardanelles campaign (1924). 